# Hekanajt (Virrey de Kush)
| S38 | N29 | N35 · M3 · Aa1 · X1 | A1 |

| S38 | N29 | N35 · M3 · Aa1 · X1 | A1 |

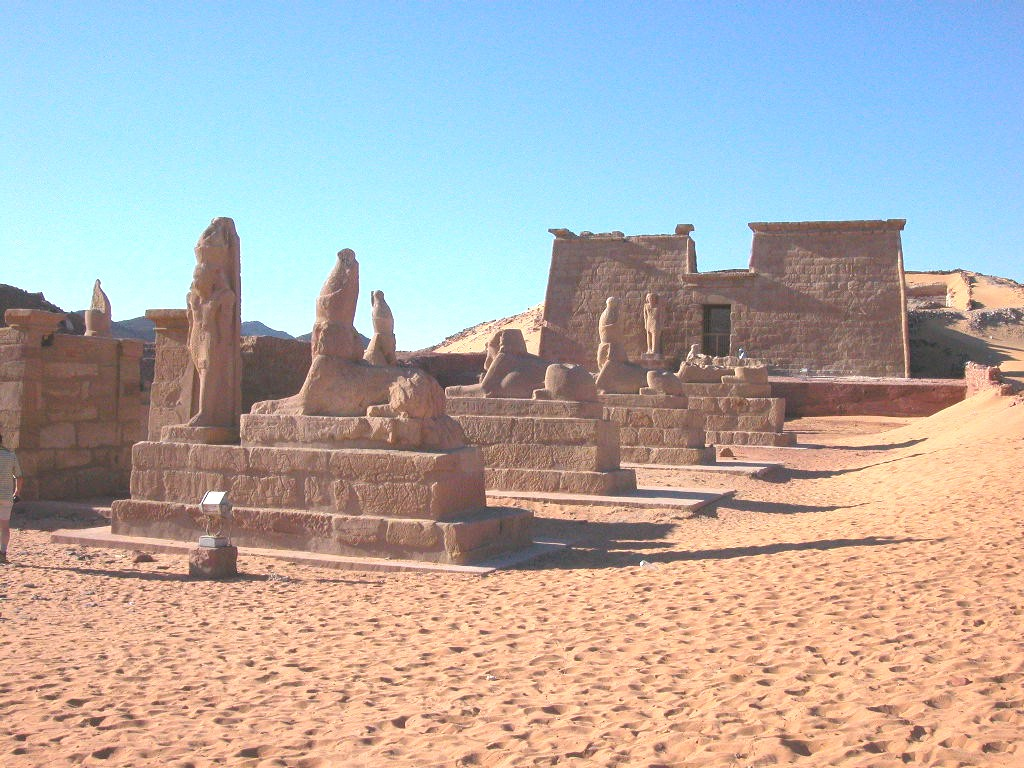
Avenida de las esfinges del templo del uadi es-Sebua.

Hekanajt fue un funcionario del Antiguo Egipto que vivió durante la dinastía XIX y a quién Ramsés II concedió el título de Sa nesut-en-Kush, lo que le identifica como virrey de Kush, responsable de todas las tierras del Sudán y Nubia que el faraón controlaba: el reino de Kush. Sucedió a Iuni y se mantuvo hasta el año 26 de Ramsés.
A la cabeza de un poderoso cuerpo de ejército, Hekanajt gestionaba en nombre del rey la explotación de los recursos naturales, garantizaba el comercio en esa parte del valle del Nilo y realizaba los encargos reales, entre los que el trabajo arquitectónico sigue siendo la huella más visible: Supervisó la construcción y decoración de los templos que colonizaron las orillas del Nilo en la tierra de Kush, como Uadi es-Sebua, Gerf Hussein, Derr y todos los de Abu Simbel.

## Titulatura
Sus títulos incluyen: Hijo del rey en Kush, Supervisor de las Tierras del Sur, Portador del abanico a la derecha del rey, Emisario para todos los países, Príncipe hereditario y Portador del Sello Real.

## Testimonios de su época
Su existencia se atestigua en varias localidades:
- Grafiti en Asuán: se muestra adorando un cartucho de Ramsés II.
- Estatua cúbica en Quban: en la base está inscrita una ofrenda del faraón (Hetep di nesu) a Atón y Osiris.
- Un bloque reutilizado en Quban, en que está inscrito su nombre.
- En el templo de Amada, Hekanajt se muestra adorando a Re-Harajti.
- En una estela que grabó al pie de las colosales estatuas que adornan la entrada del gran templo de Abu Simbel: la escena está dominada por una pintura de Ramsés II seguido de su hija preferida Meritamón, dedicando ofrendas a los dioses Amón, a Ra y al propio Ramsés deificado. En el registro inferior, el virrey figura como orante, levantando sus manos en homenaje a la madre de Meritamón, la reina Nefertari, a la que se muestra sentada ante una mesa de ofrendas con un buey sacrificado.
- En Aksha el nombre de Hekanajt aparece en un dintel de un edificio.
- En una estela de Peniuy, el rey de Tejet menciona un regalo de Hekanajt.[nota 2]
- En Amara se muestra adorando Ramsés II.
- En Abri se muestra alabando al faraón en un dintel.

### Citas
1. ↑  George A. Reisner (1920): The Viceroys of Ethiopia publicado en: The Journal of Egyptian Archaeology, vol. 6, nº 1.
2. 1 2  Kitchen, K.A. (1996): Rammeside Inscriptions, Translated & Annotated, Translations, volumen III.